# Es ist an der Zeit
Es ist an der Zeit ist ein Album des Sängers und Liedermachers Hannes Wader aus dem Jahr 1980.

## Bedeutung
Das Album wurde vor allem durch den Titelsong Es ist an der Zeit bekannt, der zu einer Hymne der Friedensbewegung wurde. Millionen Menschen sangen das Lied auf Demonstrationen. Außerdem befinden sich auf diesem Album noch drei Balladen, zwei politische und zwei biografische Lieder.
Die Lieder „Nun muß ich gehen“ und „Blick zurück“ handeln von Problemen in zwischenmenschlichen Beziehungen. Die weiteren politischen Lieder sind „Hafenmelodie“ und „Emma Klein“. „Hafenmelodie“ handelt vom Thema Solidarität im Arbeitskampf. „Emma Klein“ handelt davon, wie Monopole kleinere Läden in die Pleite treiben und durch die Beseitigung des Mittelstandes Arbeitsplätze vernichten.

## Besonderheiten/Anmerkungen
- Auf dem Album Es ist an der Zeit spielt wieder der Gitarrist Werner Lämmerhirt mit, der in den 1970er Jahren gemeinsam mit dem Liedermacher tourte. Elf Jahre später sollte es mit dem Album Nie mehr zurück zur endgültig letzten Zusammenarbeit kommen.

- Lydie Auvray (Akkordeon) gab hier ihren Einstand bei Hannes Wader. Sie sollte in den 1980er Jahren zur Band gehören, die den Liedermacher bei seinen Auftritten ständig begleitete. Dazu gehörten auch Reinhard Bärenz (Gitarre) und Hans Hartmann (Bass).

- Das Lied Begegnung befand sich bereits auf Waders Debütalbum Hannes Wader singt … (1969). Das Lied wurde von Reinhard Mey ins Französische übertragen.
- Die Melodie des Liedes Es ist an der Zeit wurde von Eric Bogle geschrieben für dessen Antikriegslied No Man's Land (The Green Fields of France)

## Titelliste
1. Nun muß ich gehen – 4:55
2. Emma Klein – 4:36
3. Blick zurück – 2:50
4. Erinnerung – 7:49
5. Ballade vom Fisch – 7:25
6. Begegnung – 3:45
7. Hafenmelodie – 4:35
8. Es ist an der Zeit – 6:20